# Ma Dai
En aquest nom xinès, el cognom és Ma.
Ma Dai va ser un general militar de Shu Han durant l'era dels Tres Regnes de la història xinesa. Anteriorment havia servit al seu oncle, el senyor de la guerra Ma Teng. Després de la mort de Ma Teng, ell seguí a Ma Chao (el fill major de Ma Teng) i els dos es van refugiar per un curt període sota el senyor de la guerra Zhang Lu, abans de finalment servir a Liu Bei, l'emperador fundador de Shu Han.
Poc és conegut sobre Ma Dai a través dels registres històrics, llevat que almenys va participar en l'última expedició del nord de Zhuge Liang en el 234 EC. Durant eixa guerra, ell va ser derrotat pel general de Cao Wei, Niu Jin; però va ser acreditat amb la caça i atrapada de Wei Yan, quan aquest últim va insistir a continuar amb l'expedició del nord després de la mort de Zhuge Liang.

## En la ficció
En la novel·la històrica del Romanç dels Tres Regnes de Luo Guanzhong, Ma Dai i Ma Teng van anar convocats per Cao Cao a la capital, i escaparen disfressant-se del que en realitat era una trampa de Cao, sent tot seguit que Ma Dai va participar activament a la Batalla del Pas Tong. Ell més tard va seguir a Ma Chao per servir sota Zhang Lu, i feren defecció cap a Liu Bei quan aquest va assetjar la ciutat de Chengdu. Després de la mort de Liu Bei en fou representat com un general de confiança sota Zhuge Liang, i seria emprat sovint en parts crucials del camp de batalla durant la Campanya del Sud de Zhuge Liang al costat de Zhao Yun i Wei Yan. Però la seva proesa més notable va consistir a matar el rebel Wei Yan en un ardit preparat per Zhuge Liang i Jiang Wei. Quan Wei es va revoltar, Ma Dai va simular d'unir-se a la seva causa, llavors en un moment de distracció es va situar darrere de Wei i el va assassinar. La seva recompensa fou el rang que Wei havia perdut.
En el Xu Xiushang Xiu: Tres Imperis, Ma Dai es distingeix per predir la defecció de Pang De cap a Wei. Ma Chao llavors ordena a Ma Dai de matar a Pang De, però Ma Dai li diu que això només empitjoraria les coses. Precisament eixe fet causa que Ma Chao i Ma Dai se'n vagen a servir a Zhang Lu. També s'esmenta que va ajudar a Zhuge Liang juntament amb Ma Chao en l'estratègia per derrotar els Nanman en la Campanya del Sud de Zhuge Liang.